# Alexander Sánchez
Alexander Sánchez (Lima, Provincia de Lima, Perú, 6 de junio de 1983) es un futbolista peruano. Juega como interior derecho y su equipo actual es el Deportivo Llacuabamba de la Liga 2. Tiene 40 años.

## Trayectoria
Se formó en las divisiones menores de Alianza Lima desde 1995 a 1998 para dejarlo y retornar en 2001, club con el que debutó en Primera División en 2002. Su primer gol con Alianza lo hizo ante El Nacional de Ecuador por un amistoso de la pretemporada 2004,  la asistencia fue de Jefferson Farfán. Mientras que su primer gol oficial fue ante Coronel Bolognesi por el Apertura de ese mismo año. En 2005 estuvo 8 meses lesionado y al año siguiente no es requerido por Gerardo Pelusso, es así que en marzo fue prestado al José Gálvez FBC donde desciende. A inicios de 2007 regresó al cuadro blanquiazul y a mediados fue fichado por el GKS Bełchatów de Polonia. Debido a problemas con el técnico, en el 2008 dejó Polonia y regresó al Perú para jugar a préstamo por la Universidad San Martín. A mitad de año se reincorporó al Bełchatów tras haber vencido el período de préstamo, aunque en Polonia rescindió su contrato y volvió nuevamente a Alianza Lima.
Fue subcampeón nacional y clasificó a la Copa Libertadores 2010, siendo uno de los más destacados en dicha competición en la volante junto a Johnnier Montaño y Joel Sánchez. El 2011 nuevamente fue subcampeón nacional.
Posteriormente jugó en varios equipos de provincia y tuvo un breve paso por el fútbol colombiano.

## Selección nacional
Sus buenas actuaciones en el José Gálvez le permitieron ser convocado por el técnico Franco Navarro. Jugó las eliminatorias para el mundial del 2010.
| \| PJ \| Fecha \| Ciudad \| Oponente \| Resultado \| Competición \| Goles \| \| --- \| ---------- \| ------------- \| ----------- \| --------- \| -------------------------- \| ----- \| \| 1. \| 08-10-2006 \| Viña del Mar \| Chile \| 2–3 \| Copa del Pacífico 2006 \| 0 \| \| 2. \| 11-10-2006 \| Tacna \| Chile \| 0–1 \| Copa del Pacífico 2006 \| 0 \| \| 3. \| 15-11-2006 \| Kingston \| Jamaica \| 1–1 \| Amistoso \| 1 \| \| 4. \| 19-11-2006 \| Panamá \| Panamá \| 2–1 \| Amistoso \| 0 \| \| 5. \| 24-03-2007 \| Yokohama \| Japón \| 0–2 \| Amistoso \| 0 \| \| 6. \| 06-02-2009 \| Los Ángeles \| El Salvador \| 0–1 \| Amistoso \| 0 \| \| 7. \| 11-02-2009 \| Lima \| Paraguay \| 0–1 \| Amistoso \| 0 \| \| 8. \| 29-03-2009 \| Lima \| Chile \| 1–3 \| Eliminatorias Mundial 2010 \| 0 \| \| 9. \| 01-04-2009 \| Porto Alegre \| Brasil \| 0–3 \| Eliminatorias Mundial 2010 \| 0 \| \| 10. \| 07-06-2009 \| Lima \| Ecuador \| 1–2 \| Eliminatorias Mundial 2010 \| 0 \| \| 11. \| 10-06-2009 \| Medellín \| Colombia \| 0–1 \| Eliminatorias Mundial 2010 \| 0 \| \| 12. \| 18-11-2009 \| Miami Gardens \| Honduras \| 2–1 \| Amistoso \| 0 \| |            |               |             |           |                            |       |
| PJ | Fecha      | Ciudad        | Oponente    | Resultado | Competición                | Goles |
| 1. | 08-10-2006 | Viña del Mar  | Chile       | 2–3       | Copa del Pacífico 2006     | 0     |
| 2. | 11-10-2006 | Tacna         | Chile       | 0–1       | Copa del Pacífico 2006     | 0     |
| 3. | 15-11-2006 | Kingston      | Jamaica     | 1–1       | Amistoso                   | 1     |
| 4. | 19-11-2006 | Panamá        | Panamá      | 2–1       | Amistoso                   | 0     |
| 5. | 24-03-2007 | Yokohama      | Japón       | 0–2       | Amistoso                   | 0     |
| 6. | 06-02-2009 | Los Ángeles   | El Salvador | 0–1       | Amistoso                   | 0     |
| 7. | 11-02-2009 | Lima          | Paraguay    | 0–1       | Amistoso                   | 0     |
| 8. | 29-03-2009 | Lima          | Chile       | 1–3       | Eliminatorias Mundial 2010 | 0     |
| 9. | 01-04-2009 | Porto Alegre  | Brasil      | 0–3       | Eliminatorias Mundial 2010 | 0     |
| 10. | 07-06-2009 | Lima          | Ecuador     | 1–2       | Eliminatorias Mundial 2010 | 0     |
| 11. | 10-06-2009 | Medellín      | Colombia    | 0–1       | Eliminatorias Mundial 2010 | 0     |
| 12. | 18-11-2009 | Miami Gardens | Honduras    | 2–1       | Amistoso                   | 0     |

## Clubes
| Club                      | País     | Año         | PJ  | Goles | Asist. |
| ------------------------- | -------- | ----------- | --- | ----- | ------ |
| Alianza Lima              | Perú     | 2002 - 2005 | 42  | 2     | ?      |
| José Gálvez FBC           | Perú     | 2006        | 30  | 4     | ?      |
| Alianza Lima              | Perú     | 2007        | 12  | 1     | ?      |
| GKS Bełchatów             | Polonia  | 2007        | 7   | 0     | 0      |
| Universidad de San Martín | Perú     | 2008        | 22  | 2     | 1      |
| Alianza Lima              | Perú     | 2008 - 2011 | 104 | 15    | 16     |
| César Vallejo             | Perú     | 2012        | 37  | 5     | 4      |
| Juan Aurich               | Perú     | 2013        | 34  | 5     | 5      |
| UTC                       | Perú     | 2014        | 5   | 0     | 0      |
| Los Caimanes              | Perú     | 2014        | 14  | 1     | 4      |
| Unión Comercio            | Perú     | 2015        | 39  | 6     | 10     |
| FBC Melgar                | Perú     | 2016        | 35  | 2     | 6      |
| Rionegro Águilas          | Colombia | 2017        | 10  | 1     | 1      |
| Unión Comercio            | Perú     | 2017        | 12  | 0     | 2      |
| Universidad César Vallejo | Perú     | 2018 - 2019 | 60  | 5     | 4      |
| Deportivo Llacuabamba     | Perú     | 2020        | 5   | 0     | 0      |

## Palmarés
| Título                    | Club         | País | Año  |
| ------------------------- | ------------ | ---- | ---- |
| Torneo Clausura           | Alianza Lima | Perú | 2003 |
| Primera División del Perú | Alianza Lima | Perú | 2003 |
| Torneo Apertura           | Alianza Lima | Perú | 2004 |
| Primera División del Perú | Alianza Lima | Perú | 2004 |
| Primera División del Perú | San Martín   | Perú | 2008 |

### Distinciones individuales
| Premio                                                                                                | Año  |
| --- | ---- |
| Incluido en el equipo ideal del Campeonato Descentralizado según el portal periodístico DeChalaca.com | 2012 |